# Polski Legion Weteranów Amerykańskich
Polski Legion Weteranów Amerykańskich (ang. Polish Legion of American Veterans) – polsko-amerykańska organizacja zrzeszającą byłych żołnierzy Sił Zbrojnych Stanów Zjednoczonych, do 1992 roku wyłącznie polskiego pochodzenia.

## Historia
Po zakończeniu I wojny światowej różne grupy amerykańskich weteranów pochodzenia polskiego tworzyły organizacje mające na celu zachowanie ducha braterstwa i patriotyzmu powstałego w wyniku służby w siłach zbrojnych Stanów Zjednoczonych i utrwalania przyjaźni powstałych tam, przez wzajemną pomoc i współpracę w patriotycznych, charytatywnych, oświatowych i obywatelskich działaniach. Innym celem było działanie na rzecz wyzwolenia i ustanowienia wolnej i niepodległej Polski. Najbardziej wyróżniającymi się organizacjami były Sojusz Weteranów Polsko-Amerykańskich (Alliance of Polish-American Veterans), z siedzibą w Chicago obejmująca stany Illinois, Ohio i Wisconsin, podobna organizacja o takiej samej nazwie która działała w stanie Michigan oraz działający na wschodnim wybrzeżu, obejmujący stany Nowy Jork i Nowa Anglia, Polski Legion Armii Amerykańskiej (Polish Legion of the American Army).
We wrześniu 1921 roku Sojusz Weteranów Polsko-Amerykańskich zorganizował pierwszy regularny zjazd. Zmieniono wówczas nazwę na Sojusz Amerykańskich Weteranów Polskiego Pochodzenia (Alliance of American Veterans of Polish Extraction). Organizacja ta była jedną z pierwszych organizacji na świecie uznającą zagrożenie ze strony komunizmu, gdy dodała do preambuły swojej konstytucji fragment: "Aby zwalczać destrukcyjną propagandę komunizmu i innych obcych wpływów, starających się osłabić lub zniszczyć nasze instytucje amerykańskie i demokratyczną formę rządu".
W 1930 roku Sojusz Amerykańskich Weteranów Polskiego Pochodzenia wziął udział w zjeździe Polskiego Legionu Armii Amerykańskiej w Nowym Jorku w celu konsolidowania obu grup w solidną organizację.
We wrześniu 1931 roku trzy organizacje, Sojusz Amerykańskich Weteranów Polskiego Pochodzenia, Polski Legion Armii Amerykańskiej oraz organizacja działająca w Michigan zjednoczyły się w jedną organizację: Polski Legion Weteranów Amerykańskich.